# Usnea roseola
Usnea roseola är en lavart som beskrevs av Vain. Usnea roseola ingår i släktet Usnea och familjen Parmeliaceae.   Inga underarter finns listade i Catalogue of Life.